# Sweet Hitch-Hiker
"Sweet Hitch-Hiker" is een nummer van de Amerikaanse band Creedence Clearwater Revival. Het verscheen op hun album Mardi Gras uit 1972. In juli 1971 werd het uitgebracht als de eerste single van dit album.

## Achtergrond
"Sweet Hitch-Hiker" is geschreven door zanger en gitarist John Fogerty en geproduceerd door bandleden Fogerty, Stu Cook en Doug Clifford. Het is de eerste single die Creedence Clearwater Revival uitbracht na het vertrek van Tom Fogerty, en tevens de voorlaatste single die verscheen voordat de band uit elkaar ging. In het nummer wordt de Greasy King genoemd; dit is een restaurant in El Cerrito, de Californische stad waar de bandleden opgroeiden.
"Sweet Hitch-Hiker" werd de laatste grote hit van de band. In de Amerikaanse Billboard Hot 100 werd de zesde plaats bereikt, maar in de Britse UK Singles Chart bleven de verkopen op met plaats 36 als hoogste notering. In Canada en Zwitserland werd het een nummer 1-hit, en ook in onder meer Australië, Duitsland, Noorwegen en Zuid-Afrika werd de top 10 gehaald. In Nederland kwam de single tot de vijfde plaats in zowel de Top 40 als de Daverende Dertig, terwijl in Vlaanderen de achtste plaats in een voorloper van de Ultratop 50 werd gehaald. Op de B-kant van de single stond het nummer "Door to Door", geschreven en gezongen door basgitarist Stu Cook.

## Hitnoteringen

### Nederlandse Top 40
| Hitnotering: 31-07-1971 t/m 25-09-1971 | Hitnotering: 31-07-1971 t/m 25-09-1971 | Hitnotering: 31-07-1971 t/m 25-09-1971 | Hitnotering: 31-07-1971 t/m 25-09-1971 | Hitnotering: 31-07-1971 t/m 25-09-1971 | Hitnotering: 31-07-1971 t/m 25-09-1971 | Hitnotering: 31-07-1971 t/m 25-09-1971 | Hitnotering: 31-07-1971 t/m 25-09-1971 | Hitnotering: 31-07-1971 t/m 25-09-1971 | Hitnotering: 31-07-1971 t/m 25-09-1971 | Hitnotering: 31-07-1971 t/m 25-09-1971 |
| Week                                   | 1                                      | 2                                      | 3                                      | 4                                      | 5                                      | 6                                      | 7                                      | 8                                      | 9                                      |                                        |
| -------------------------------------- | -------------------------------------- | -------------------------------------- | -------------------------------------- | -------------------------------------- | -------------------------------------- | -------------------------------------- | -------------------------------------- | -------------------------------------- | -------------------------------------- | -------------------------------------- |
| Nummer                                 | 30                                     | 12                                     | 6                                      | 5                                      | 6                                      | 9                                      | 14                                     | 23                                     | 32                                     | uit                                    |

### Daverende Dertig
| Hitnotering: 07-08-1971 t/m 18-09-1971 | Hitnotering: 07-08-1971 t/m 18-09-1971 | Hitnotering: 07-08-1971 t/m 18-09-1971 | Hitnotering: 07-08-1971 t/m 18-09-1971 | Hitnotering: 07-08-1971 t/m 18-09-1971 | Hitnotering: 07-08-1971 t/m 18-09-1971 | Hitnotering: 07-08-1971 t/m 18-09-1971 | Hitnotering: 07-08-1971 t/m 18-09-1971 | Hitnotering: 07-08-1971 t/m 18-09-1971 |
| Week                                   | 1                                      | 2                                      | 3                                      | 4                                      | 5                                      | 6                                      | 7                                      |                                        |
| -------------------------------------- | -------------------------------------- | -------------------------------------- | -------------------------------------- | -------------------------------------- | -------------------------------------- | -------------------------------------- | -------------------------------------- | -------------------------------------- |
| Nummer                                 | 18                                     | 5                                      | 5                                      | 5                                      | 14                                     | 17                                     | 27                                     | uit                                    |

### NPO Radio 2 Top 2000
| Nummer met noteringen in de NPO Radio 2 Top 2000 | '03  | '04  | '05  | '06  | '07 | '08  | '09 | '10  |
| ------------------------------------------------ | ---- | ---- | ---- | ---- | --- | ---- | --- | ---- |
| Sweet Hitch-Hiker                                | 1569 | 1651 | 1685 | 1845 | -   | 1955 | -   | 1984 |

1. ↑  Een '-' betekent dat het nummer niet was genoteerd en een vetgedrukt getal geeft de hoogste notering aan.
2. ↑  2003 was het eerste jaar met een notering voor dit nummer.
3. ↑  Deze tabel is bijgewerkt tot en met de laatste editie (2024).